# Gaetano Colombo
Gaetano Colombo (Varese, 2 giugno 1907 – ...) è stato un calciatore italiano, di ruolo portiere.

## Carriera
Militò per cinque stagioni con la Pro Patria, prendendo parte a quattro campionati di Serie A ed uno di Serie B.
Nella stagione 1934-1935 giocò nel Novara, partecipando ad un altro torneo della seconda divisione nazionale.